# Пичугинский сельсовет
Пичу́гинский сельсове́т — упразднённые административно-территориальная единица и муниципальное образование со статусом сельского поселения в Варгашинском районе Курганской области Российской Федерации.
Административный центр — село Пичугино.

## История
В соответствии с Законом Курганской области от 6 июля 2004 года № 419 сельсовет наделён статусом сельского поселения.
Законом Курганской области от 18 января 2019 года N 2, Барашковский, Варгашинский, Лихачевский, Пичугинский, Поповский и Сычевский сельсоветы были упразднены, а их территории с 1 февраля 2019 года включены в состав Варгашинского поссовета.

## Население
| 1989 | 2002 | 2010 | 2012 | 2013 | 2014 | 2015 |
| ---- | ---- | ---- | ---- | ---- | ---- | ---- |
| 1006 | ↘938 | ↘851 | ↘849 | ↗852 | ↗871 | ↘858 |
| 2016 | 2017 | 2018 | 2019 |      |      |      |
| ↘849 | ↘841 | ↗853 | ↗868 |      |      |      |

## Состав сельсовета
| № | Населённый пункт | Тип населённого пункта       | Население |
| - | ---------------- | ---------------------------- | --------- |
| 1 | Березняки        | деревня                      | ↗16       |
| 2 | Кабанье          | деревня                      | ↘77       |
| 3 | Пичугино         | село, административный центр | ↘758      |